# مهدي شرياط
مهدي شرياط (مواليد 12 أبريل 1987) هو لاعب كرة سلة محترف سابق فرنسي جزائري.

## المسيرة الجامعية
تعلم في مدرسة ألبرت توماس في روآن بفرنسا، ثم التحق بكلية أريزونا الغربية في يوما بأريزونا.

## المسيرة الدولية
في 20 يوليو 2015، انضم مهدي شرياط إلى منتخب الجزائر لكرة السلة للمشاركة في بطولة أمم إفريقيا لكرة السلة 2015.